# Дмитриевская церковь (Павловский)
Дмитриевская церковь (храм Святого Димитрия) — бывший православный храм в станице Павловской Области Войска Донского (ныне хутор Павловский Алексеевского района Волгоградской области).

## История
В станице существовала деревянная церковь, построенная в 1789 году. Считается, что это вторая станичная церковь, так как известно, что в 1743 году церковь в станице уже была. При новой церкви была деревянная колокольня, построенная тоже в 1789 году; деревянная ограда вокруг церкви. Поскольку станица была образована причислением Лукьяновской и Карповской станиц, из первой в 1853 году была перенесена Николаевская деревянная церковь и вновь собрана на кладбище, а в 1858 году начали строить новую станичную церковь на каменном фундаменте. Старую церковь перенесли в хутор Романов этой же станицы.
Новая церковь была построена в 1861 году на средства прихожан, освящена в этом же году. Она также была деревянная, с такой же колокольней, покрытой железом; вокруг церкви существовала деревянная ограда. Престолов в храме два: главный — во имя Святого Великомученика Дмитрия Мироточивого, другой (придельный) — во имя Святителя и Чудотворца Николая. Согласно утверждённому в 1885 году штату в храме служили два священника, один дьякон и два псаломщика, которые проживали на квартирах, нанимаемых на собственные средства. Также Дмитриевской церкви принадлежал деревянный дом для церковных караульных, покрытый железом. С 1805 по 1830 год священником храма был Антоний Петров.
Церковь находилась от консистории в 410 верстах. Ближайшие к ней храмы: Рождество-Богородицкая церковь хутора Яменского в 10 верстах и Архангельская церковь хутора Мартиновского в 10 верстах.
Хутора прихода: Карповский, Головской, Макаровский, Курино-Ольховский, Исаакиевский, Иголинский, Кагальницкий, Малый Головской, Поклонский, Бабинский, Лукьяновский, Гореловский, Орловский, Ключанский, Романовский и Малый Бабинский. В приходе имелось светское учебное заведение — приходское училище в ведении министерства народного просвещения, открытое в 1862 году. В церкви имелись библиотека и архив, состоящий из приходо-расходных, метрических, обыскных книг и исповедных росписей.
Церковь была закрыта в советское время. Точная дата закрытия неизвестна, но по сведениям о наличии церквей по Сталинградской области на 01.05.1937 года — все церкви Алексеевского района были закрыты.